# Bisdom Livorno
Het bisdom Livorno (Latijn: Dioecesis Liburnensis; Italiaans: Diocesi di Livorno) is een in Italië gelegen rooms-katholiek bisdom met zetel in de stad Livorno in de gelijknamige provincie. Het bisdom behoort tot de kerkprovincie Pisa en is, samen met de bisdommen Massa Carrara-Pontremoli, Pescia en Volterra, suffragaan aan het aartsbisdom Pisa.
Het bisdom werd opgericht op 25 september 1806 door paus Pius VII.

## Lijst van bisschoppen van Livorno
- 1806-1813: Filippo Ganucci SJ
- 1821-1834: Angiolo Maria Gilardoni (vervolgens bisschop van Pistoia e Prato)
- 1834-1840: Raffaello de Ghantuz Cubbe
- 1872-1874: Giulio Metti, CO
- 1874-1880: Raffaele Mezzetti
- 1880-1886: Remiglo Pacini
- 1886-1898: Leopoldo Franchi
- 1898-1900: Giulio Matteoli
- 1900-1921: Sabbatino Giani
- 1921-1959: Giovanni Piccioni
- 1959-1962: Andrea Pangrazio (vervolgens aartsbisschop van Gorizia e Gradisca)
- 1962-1970: Emiliano Guano
- 1970-2000: Alberto Ablondi
- 2000-2006: Diego Coletti (vervolgens bisschop van Como)
- sinds 2007: Simone Giusti

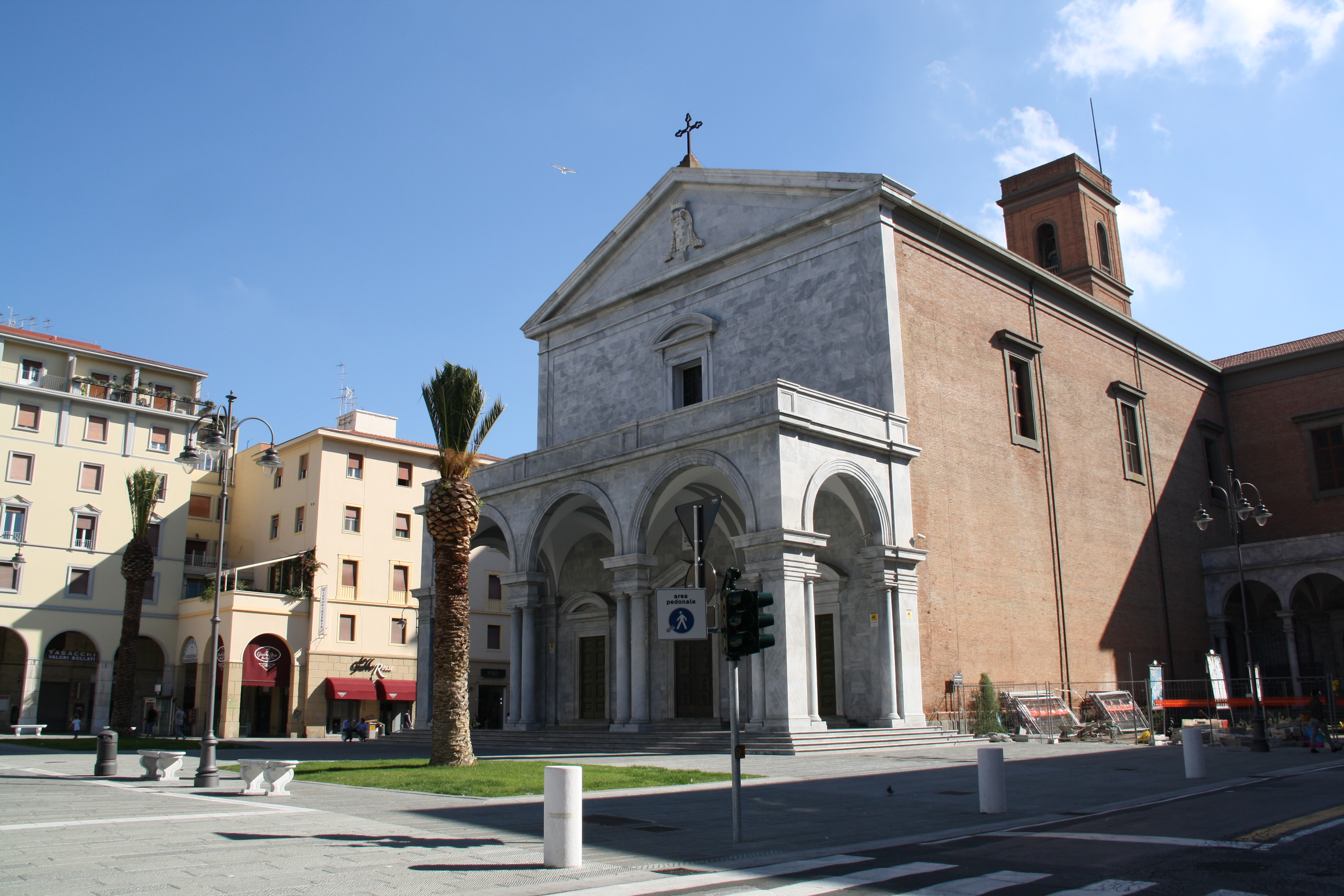
De kathedraal in Livorno
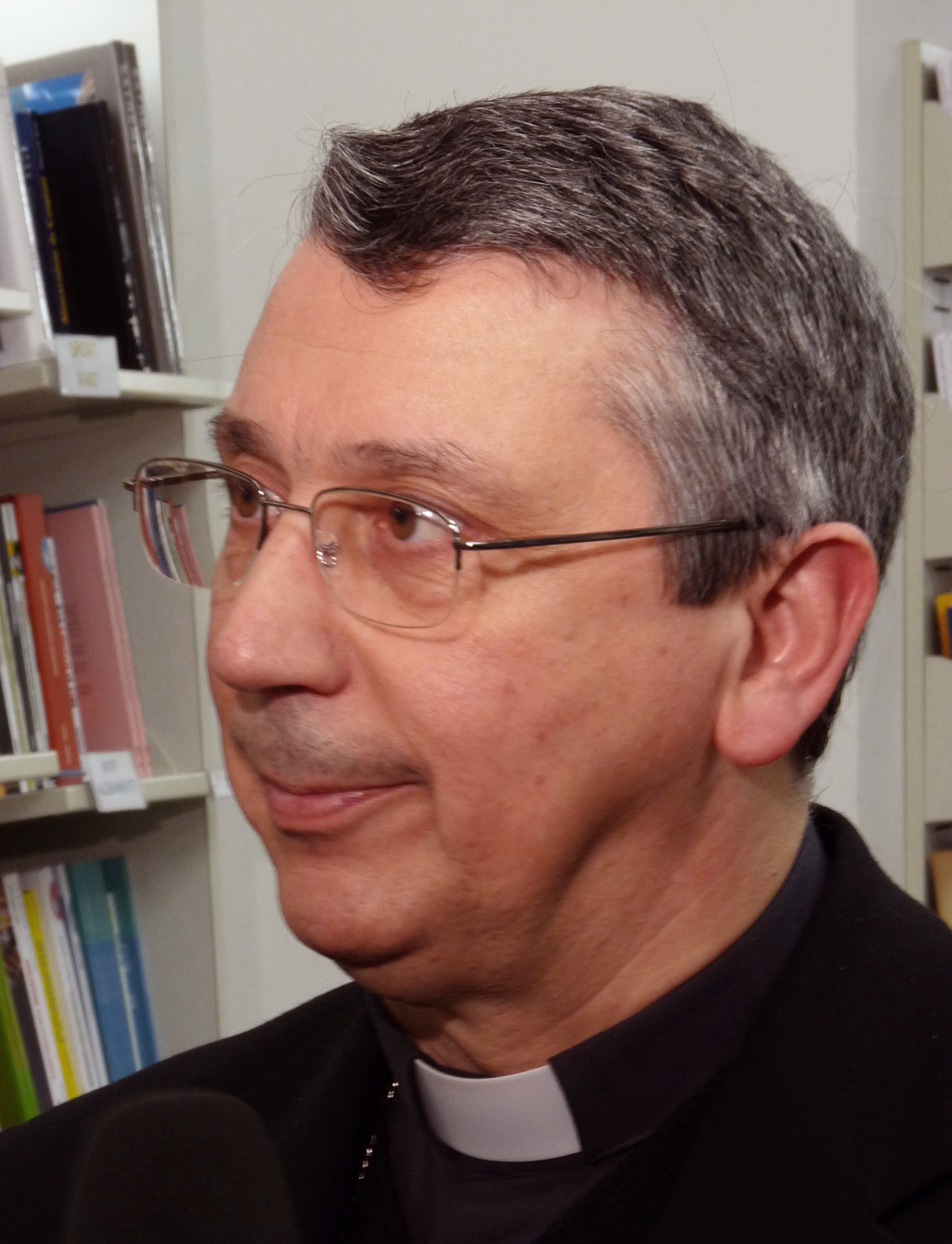
Bisschop Simone Giusti